# 小山雄大
小山 雄大（こやま ゆうだい、2003年3月5日 - ）は、日本の男性演歌歌手である。北海道札幌市出身。
所属事務所はミイガンプロダクション。所属レコード会社はキングレコード。

## 略歴
- 幼い頃から、氷川きよしに憧れ、演歌歌手を志す[2]。
- 4歳から本格的に民謡を習い始め、2009年、2011年、2015年に「道南口説節全国大会」の幼年の部、少年一部、少年二部でそれぞれ優勝[3]。
- 2018年に上京し、作曲家・弦哲也の元でレッスンをスタート[4]。
- 同年に『NHKのど自慢』チャンピオン大会でグランドチャンピオンに輝いた[5]。
- 2024年4月10日にキングレコードから「道南恋しや」でデビュー。ミュージックビデオが公開後半年でYouTube再生回数が50万回を突破した[6]。
- 同年10月、奥尻島の観光大使に就任[7]。
- 同年12月に開催された第66回日本レコード大賞で、新人賞を受賞した[8]。
- 2025年2月、江差観光ふるさと大使に就任[9]。
- 同年3月8日、日本マジックファンデーションが選考するThe Japan Cupの著述放送文化賞を受賞[10]。

## ディスコグラフィ

### シングル
- すべてキングレコードからリリース。

| # | 発売日         | 曲順 | タイトル       | 作詞         | 作曲   | 編曲     | オリコン 最高順位 | 規格品番   |
| - | -------------- | ---- | -------------- | ------------ | ------ | -------- | ----------------- | ---------- |
| 1 | 2024年 4月10日 | 01   | 道南恋しや     | さわだすずこ | 弦哲也 | 猪股義周 | 27位              | KICM-31134 |
| 1 | 2024年 4月10日 | 02   | 椿咲く島       | 弦哲也       | 弦哲也 | 猪股義周 | 27位              | KICM-31134 |
| 7 | 2025年 3月5日  | 01   | じゃがいもの花 | さわだすずこ | 弦哲也 | 猪股義周 | 25位              | KICM-31164 |
| 7 | 2025年 3月5日  | 02   | 沖の島遥か     | 紺野あずさ   | 弦哲也 | 猪股義周 | 25位              | KICM-31164 |